# Dino da Costa
Dino da Costa (Rio de Janeiro, 1 de agosto de 1931 — Verona, 10 de novembro de 2020) foi um futebolista brasileiro que naturalizou-se italiano. No Brasil, era chamado apenas de Dino, e na Itália, pelo sobrenome.
Jogou como atacante. Foi campeão pelo Botafogo do Torneio Municipal em 1951 e do Torneio Quadrangular Interestadual em 1954, com a participação do Fluminense FC (RJ), SC Internacional (RS) e SE Palmeiras (SP).

## Carreira

### Clubes
Dino da Costa foi revelado pelo Botafogo de Futebol e Regatas no ano de 1948. No alvinegro carioca, atuou ao lado de craques como Nílton Santos e Garrincha. Após uma excursão do Botafogo pela Europa, Dino da Costa foi vendido para o futebol italiano, junto com Luís Vinício, em 1955; Dino para a Roma e Vinício para o Napoli. Estreou pelo time da capital em 18 de Setembro de 1955, numa partida contra o Vicenza, e logo em sua primeira atuação marcou um gol.
Dino da Costa foi o artilheiro do Campeonato Italiano na temporada 1956–57 ao marcar 22 gols. Ficou no clube da capital italiana até a temporada 1961-62, tendo, porém, jogado pela ACF Fiorentina na temporada 1960-1961. Atuou ainda por Atalanta, Juventus, Hellas Verona e Ascoli, onde encerrou a carreira ao final da temporada 1967-68.
No total na Série A fez 108 gols em 282 jogos. Pela Roma, o clube em que mais fez sucesso na Itália, somando-se Série A e outras competições, fez 163 partidas e 82 gols.

### Seleção Italiana
Jogou uma partida pela Seleção Italiana de Futebol, contra a Irlanda do Norte no dia 15 de Janeiro de 1958. A Itália perdeu o jogo por 2 a 1, mas o gol da Azzurra foi marcado por Dino da Costa. O jogo era válido pelas eliminatórias para a Copa do Mundo de 1958 e era uma decisão entre as duas seleções por uma vaga no mundial da Suécia. Curiosamente, Da Costa formou o trio de ataque italiano com outros dois sul-americanos, a dupla uruguaia que virou o jogo e deu o título para a Celeste na Copa do Mundo de 1950 sobre seu país: Alcides Ghiggia, seu colega de Roma, e Juan Alberto Schiaffino.
A Itália tinha a vantagem do empate, mas em meia hora sofreu dois gols. Da Costa marcou a onze minutos do fim, mas a reação foi interrompida logo em seguida, pois Ghiggia foi expulso. Os britânicos, que jogavam em casa, souberam manter o resultado e se classificaram. Foi a última vez que a Itália ficou de fora de uma Copa. Apesar de ter se salvado em meio à decepção, Da Costa não jogou mais pela Seleção Italiana.

## Títulos
Botafogo
- Torneio Municipal: 1951

Roma
- Taça das Cidades com Feiras: 1960/1961

Fiorentina
- Copa da Itália: 1960/1961
- Recopa Europeia da UEFA: 1960/1961

Atalanta
- Copa da Itália: 1962/1963

Juventus
- Copa da Itália: 1964/1965

### Outras conquistas
- Torneio Triangular de Porto Alegre: 1951
- Torneio Interestadual Brasileiro: 1954
- Troféu Internacional Brasil-Colômbia: 1954

### Artilharias
Botafogo
- Campeonato Carioca: 1954 (24 gols)[4]
- Torneio Rio-São Paulo: 1954 (7 gols)
- Torneio Interestadual Brasileiro: 1954 (6 gols)
- 10° Maior artilheiro do Botafogo: 144 gols[5]

Roma
- Serie A: 1956-1957 (22 gols)

## Morte
Morreu em 10 de novembro de 2020, aos 89 anos, em Verona.